# Gameplay (term)
Met de term gameplay of speelervaring wordt bedoeld hoe een gebruiker een computerspel ervaart of de elementen van het spel zelf. Hierbij kan worden gedacht aan de besturing maar ook de controle over het weergegeven visuele standpunt.
Meestal wordt bij het beoordelen van een computerspel ook gekeken naar muziek en geluid, visuele aspecten (graphics) en herspeelbaarheid (is het spel het waard om opnieuw te spelen?).

## Subjectief begrip
Gameplay is een erg subjectief begrip omdat iedere speler een spel anders ervaart. Tevens zijn de criteria waaraan
de gameplay wordt beoordeeld verschillend per genre of zelfs per spel. Enkele criteria die over het algemeen altijd terugkomen zijn de besturing, de balans en camerastandpunten. Als het spel als prettig, boeiend, afwisselend  en uitdagend wordt ervaren, krijgt de gameplay een hoge score.
De wetenschap die gameplay onderzoekt heet ludologie.

## Besturing
Een spel kan op een aantal manieren bestuurd worden. Consoles maken hoofdzakelijk gebruik van een controlpad (vroeger joypads genoemd). Pc-spellen worden over het algemeen bestuurd met een combinatie van toetsenbord en muis. Andere mogelijkheden zijn joysticks (soms in combinatie met een aparte gashendel), racesturen (eventueel met gas- en rempedalen), lichtpistolen, en diverse andere.
Een spel moet goed te besturen zijn om de gameplay-ervaring voor de speler zo prettig mogelijk te maken. Wanneer de speler bijvoorbeeld een actieknop indrukt mag de reactie in het spel niet te langzaam, niet te snel, niet te schokkerig en niet te onvoorspelbaar zijn. Kortom, de speler moet het gevoel krijgen dat hij de volledige controle over de situatie heeft.

## Balans
Balans is vooral van belang bij het multiplayer-gedeelte van het spel (voor zover aanwezig). Bijvoorbeeld in het first-person shooter-genre is het van belang dat wapens, en dergelijke op een eerlijke manier over het speelveld verdeeld zijn. De juiste balans in een spel zorgt ervoor dat de speler moet vertrouwen op zijn eigen tactieken om te winnen.